# Swiss Life Arena
Die Swiss Life Arena ist eine Mehrzweckarena im westlichen Quartier Altstetten der Schweizer Stadt Zürich. Sie liegt in der Nähe des Bahnhofs Zürich Altstetten. Sie bietet Platz für maximal 12'000 Zuschauer (mit Stehplätzen). Das erste Spiel fand am 18. Oktober 2022 statt. Die Swiss Life Arena ist das Heimstadion des Eishockeyclubs ZSC Lions (National League), die dort jährlich bis zu 40 nationale und internationale Partien austragen.

## Geschichte
Die Planungs- und Bewilligungsphase dauerte acht Jahre. Im Frühjahr 2019 begannen die Bauarbeiten für die neue Eishockeyarena des ZSC. Die Swiss Life Arena ist als multifunktionale Eventhalle geplant und soll über eine moderne Infrastruktur verfügen. Steile Ränge und die kompakte Bauweise des Stadions soll es zu einem «Hexenkessel» machen. Der Fokus wird auf Sportveranstaltungen und Corporate Events liegen. Konzerte werden, zum Schutz der vormaligen Heimstätte des ZSC, dem Oerliker Hallenstadion, in der neuen Arena nicht stattfinden.

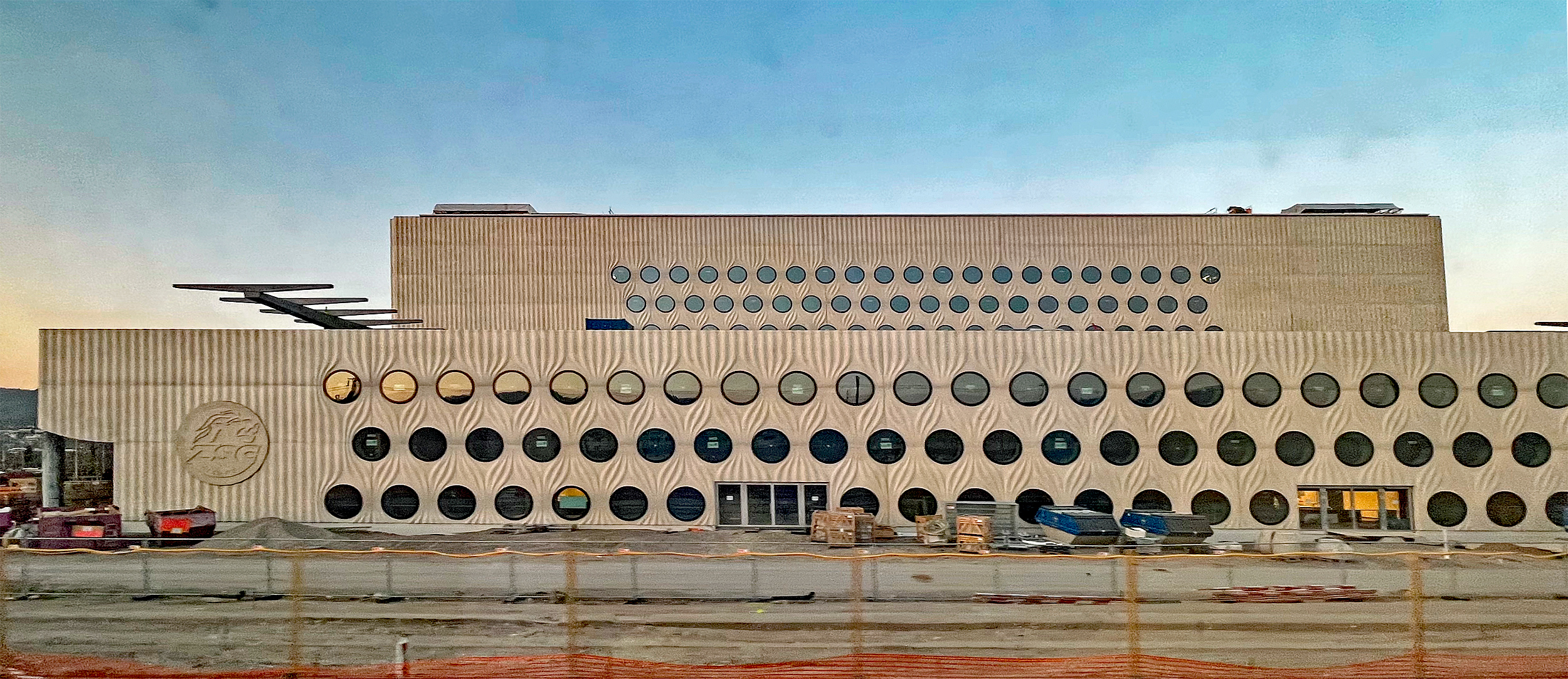
Das Stadion während der Bauarbeiten im März 2022

Die Halle wird von einem Vorhang aus Ortsichtbeton umhüllt. Die Längsfassaden zeigen sich als konkave Wellen. Bei den Nord- und Südfassaden wird durch die profilierte Ortbetonstruktur eine Faltung erzeugt, die sich um die grossen Rundfenster legt. Die opake Fassade übernimmt den Witterungsschutz und hat eine tragende Funktion. Mit der direkten Bauweise in Ortbeton konnte auf vorgehängte Betonelemente und Bauteile wie Wände und Stützen verzichtet werden. Unter dem Hallendach hängt ein 12 × 12 × 8 Meter grosser Videowürfel von Samsung. Laut Hersteller verfügt er über 669 m² Bildfläche mit insgesamt 18'307'776 LEDs und soll der grösste Würfel in Europa sein. Er erfüllt auch die Anforderungen der nordamerikanischen National Hockey League (NHL). Unter dem Dach der Arena wird es auch eine Trainingshalle, einen 340 m² grossen Kraftraum und einen Gymnastikraum (250 m²) sowie Sprintbahnen geben. Die Kosten werden auf rund 170 Millionen CHF veranschlagt.
Ende Dezember 2021 mussten die Bauarbeiten teilweise eingestellt werden, weil in der Deckenkonstruktion mangelhafte Schrauben entdeckt worden waren. Aufgrund dieser Verzögerung wurde das erste Heimspiel des ZSC auf Oktober 2022 verschoben; es fand am 18. Oktober 2022 statt. Zuvor wurden – als Test – noch Meisterschaftsspiele einer Juniorenmannschaft und der GCK Lions sowie Trainings in der neuen Halle durchgeführt. Die offizielle Eröffnungsfeier war für den 19. November geplant.

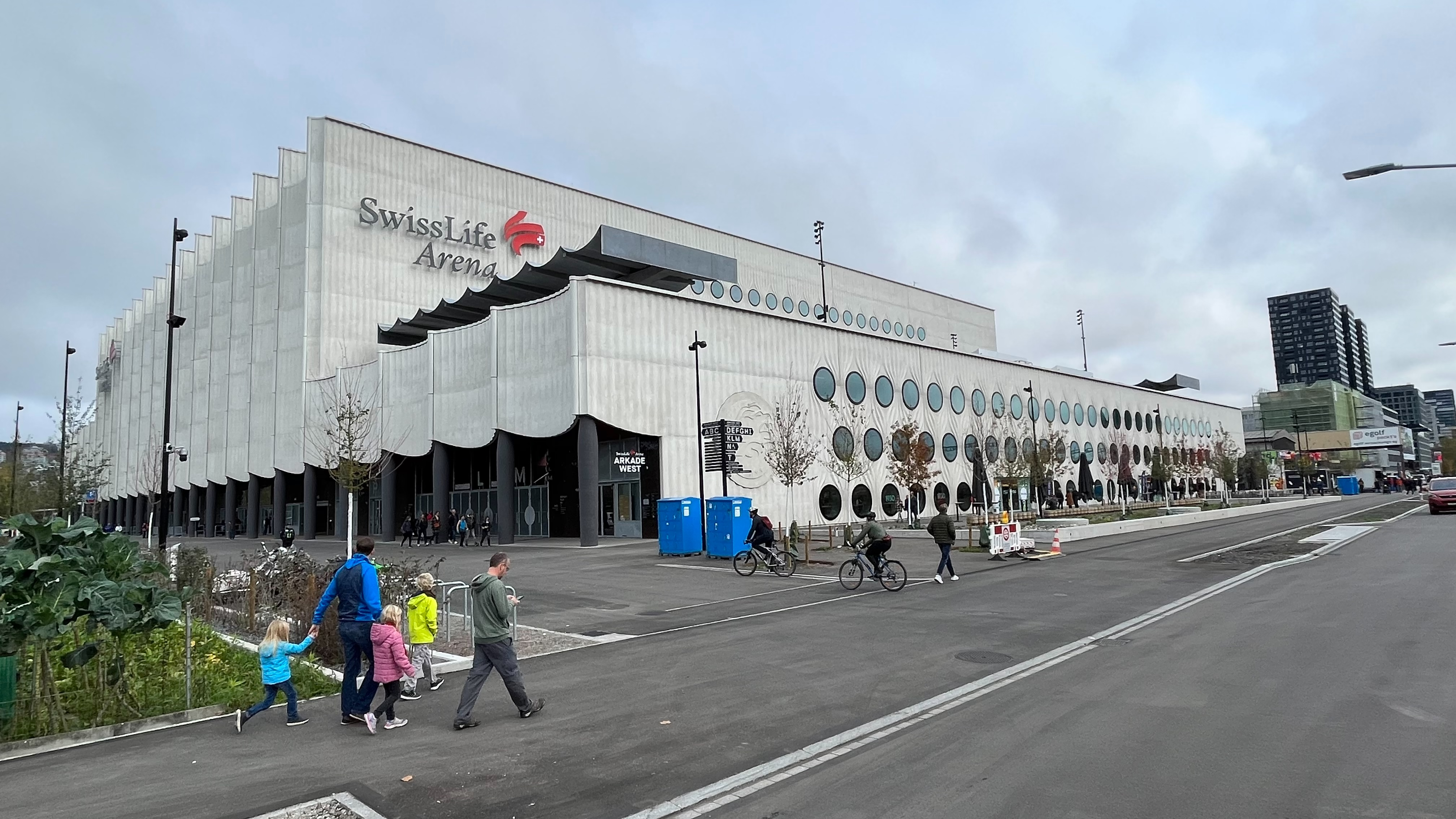
Fertiggestellte Arena im November 2022

Im November 2022 wurde in der Halle die Unihockey-Weltmeisterschaft ausgetragen. Geplant ist zudem die Austragung der Eishockey-Weltmeisterschaft der Herren 2026. Die Swiss Life Arena ist als einer der Spielorte der Handball-Europameisterschaft der Männer 2028 in Spanien, Portugal und der Schweiz vorgesehen.

## Name
Der Namensgeber ist der in Zürich ansässige Lebensversicherungskonzern Swiss Life. Swiss Life ist seit 2015 einer der grössten Sponsoren der ZSC Lions. Rolf Dörig, Verwaltungsratspräsident der Swiss-Life-Gruppe sitzt gleichzeitig im Verwaltungsrat der ZSC Lions. Der Versicherer ist auch mit 12 Millionen CHF am Aktienkapital der Stadion-AG beteiligt.
Mit dem ersten Spatenstich am 6. März 2019 wurde auch der Sponsorenname bekannt gegeben.

## Technische Daten
- Baubeginn: 6. März 2019[3][15]

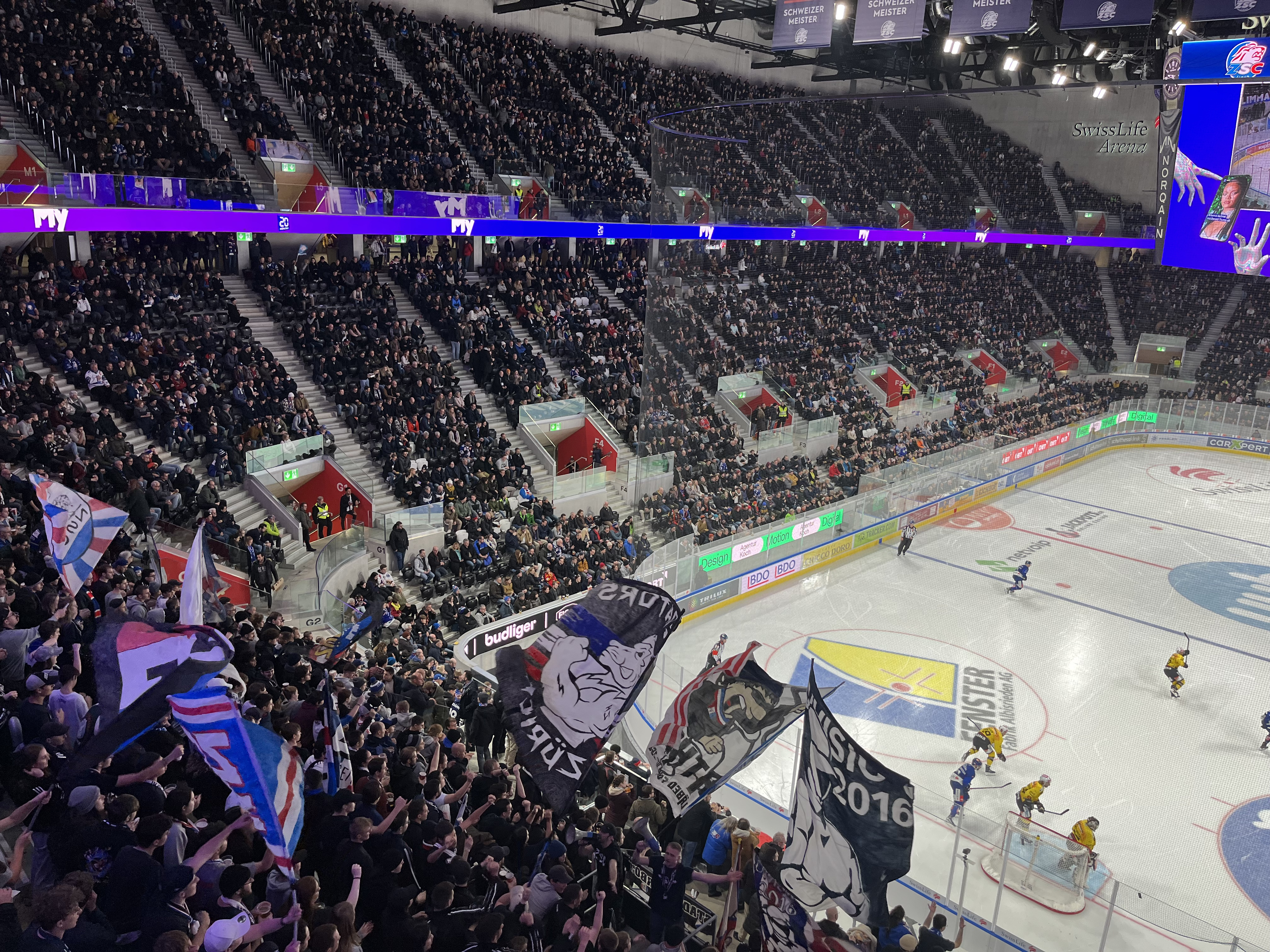
Ausverkaufte, doppelstöckige Gegengerade während eines Spiels zwischen den ZSC Lions und dem SC Bern (2022)

- Kapazität: 12'000 Zuschauer (mit Stehplätzen, maximal)
- Logen: 14 mit je 12 Plätzen
- V.I.P.-Businessclub: Platz für bis zu 1'200 Personen
- Grundstücksfläche: 28'000 m²
- Länge: 170 Meter
- Breite: 110 Meter
- Höhe: 33 Meter
- Videowürfel: 420 Quadratmeter (2022 der grösste Europas), 20 Tonnen Gewicht[16]
- Untermieter: Restaurants, Geschäftsstelle ZSC Lions[16]

## Bilder

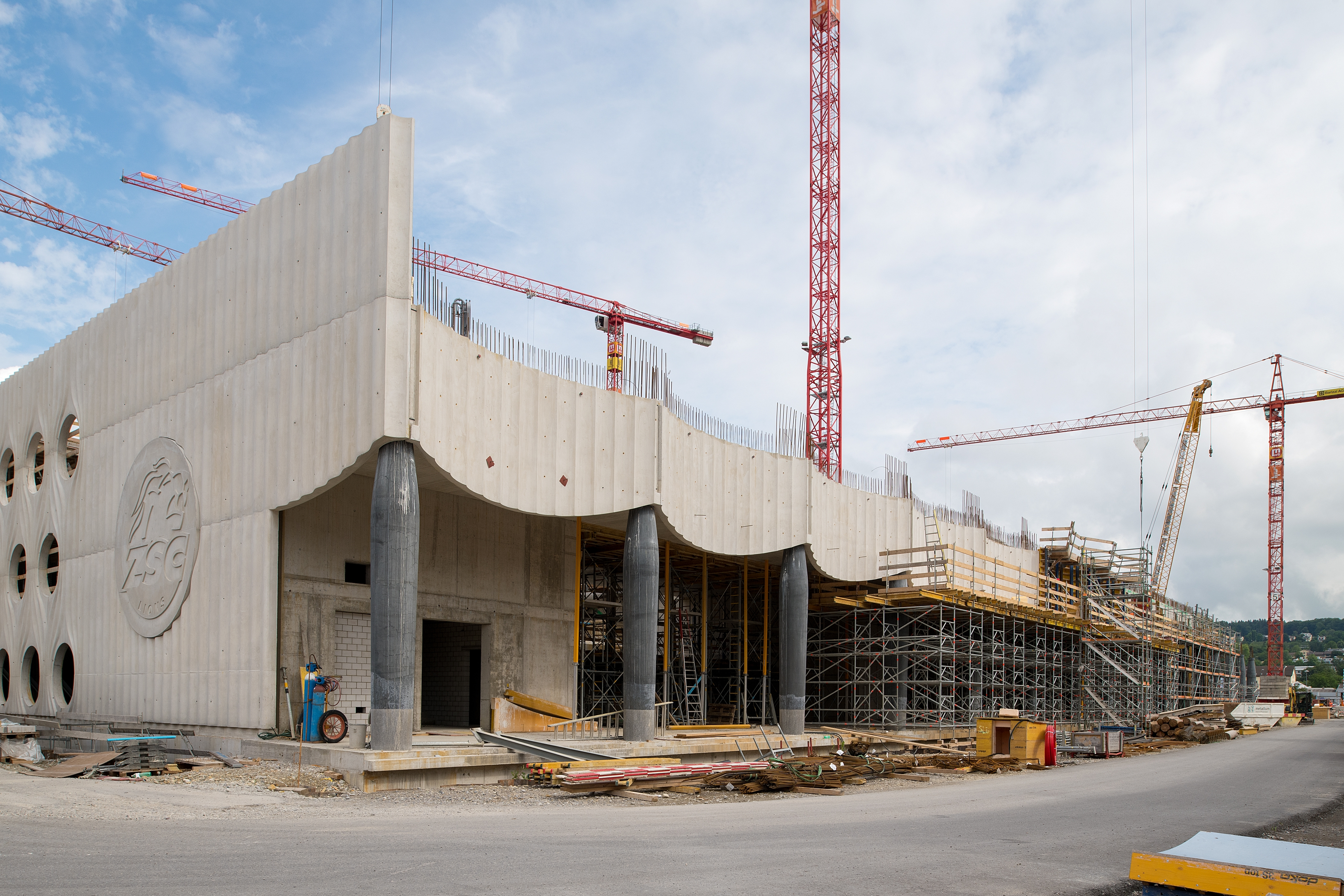
Ortbeton-Strukturen
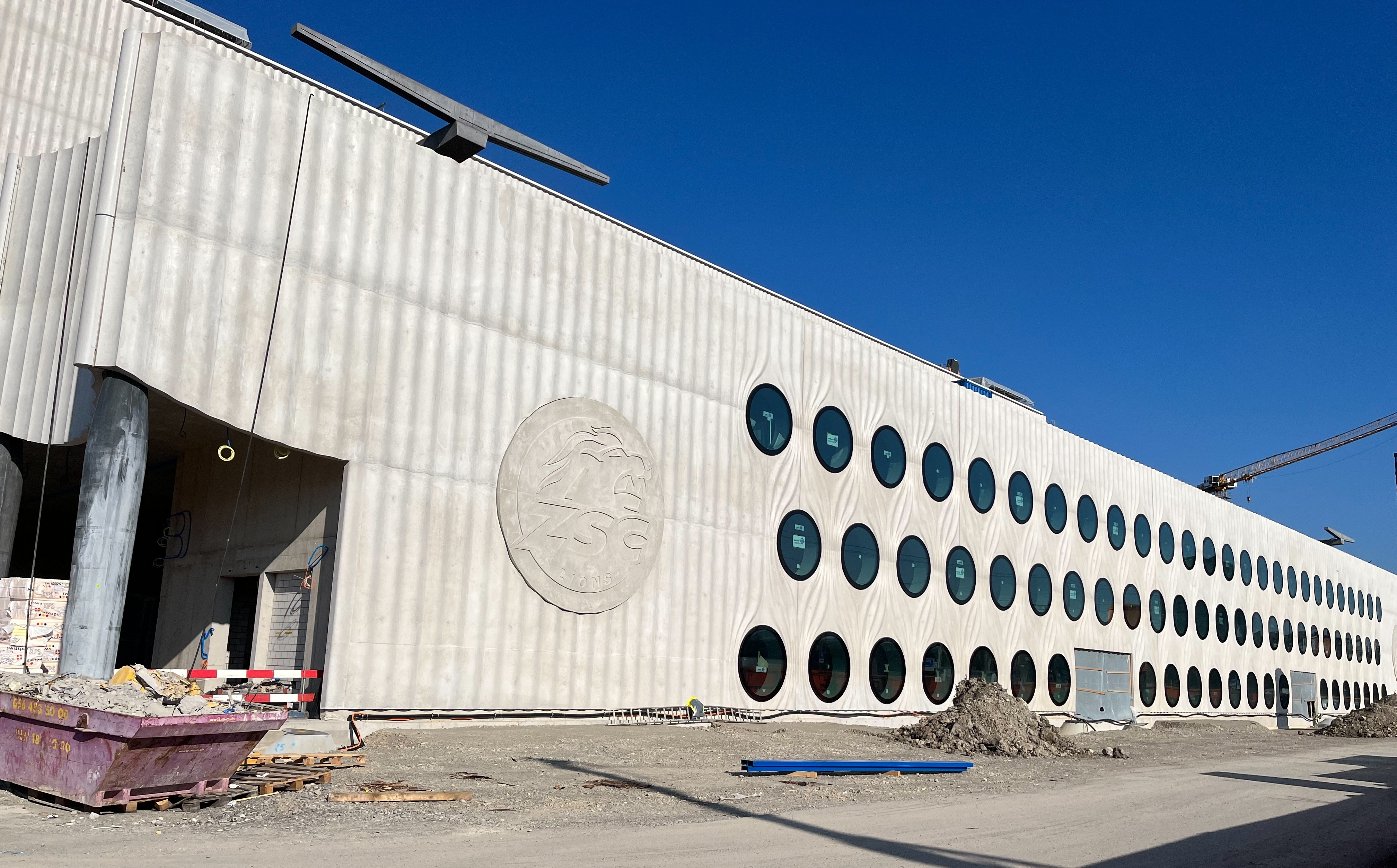
Aussenansicht im Oktober 2021
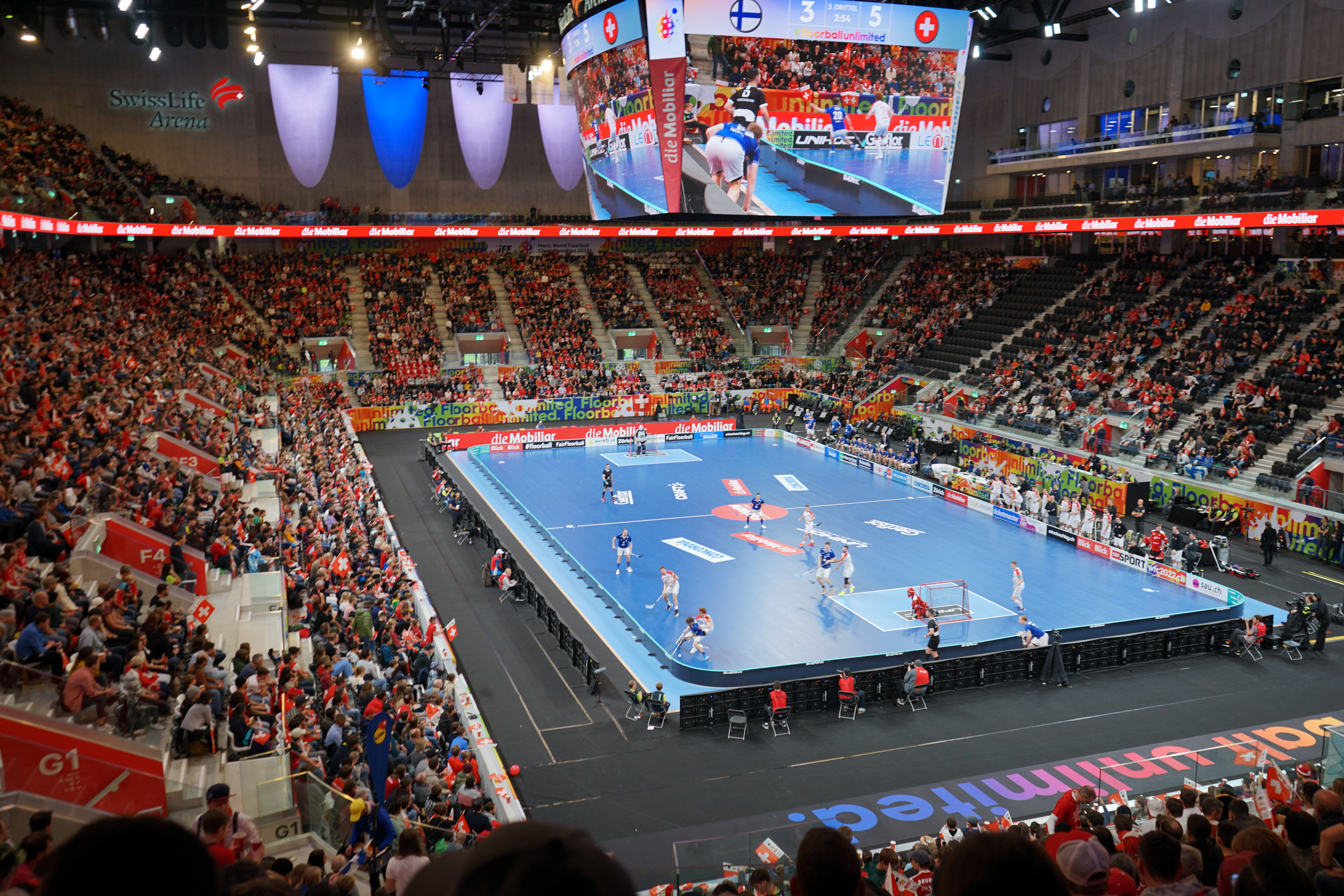
Unihockey-WM 2022